# Élections législatives de 1956 dans la Loire
Les élections législatives françaises de 1956 se tiennent le 2 janvier. Ce sont les dernières élections législatives de la Quatrième république, après les élections de novembre 1946 et de juin 1951.

## Mode de scrutin
L'Assemblée nationale est composée de 626 sièges pourvus au scrutin proportionnel plurinominal suivant la règle de la plus forte moyenne dans le cadre départemental, sans panachage.
Le vote préférentiel est admis, en inscrivant un numéro d'ordre en face du nom d'un, de plusieurs ou de tous les candidats de la liste. Mais l'ordre ne pourra être modifié que si au moins la moitié des suffrages portés sur la liste est numéroté. Dans les faits les modifications ne dépasseront jamais les 7%.
La loi électorale du 7 mai 1951, dite loi des apparentements, reste en vigueur. Elle permet à la base une répartition des sièges à la représentation proportionnelle dans le département, mais si des listes « apparentées » avant le déroulement du scrutin obtiennent ensemble une majorité absolue de suffrages exprimés, elles reçoivent directement tous les sièges à pourvoir.
Dans le département de la Loire, huit députés sont à élire.

## Élus
| Député sortant        | Parti | Parti    | Député élu ou réélu | Parti | Parti   |
| --------------------- | ----- | -------- | ------------------- | ----- | ------- |
| Marius Patinaud       |       | PCF      | Marcel Thibaud      |       | PCF     |
| Eugène Claudius-Petit |       | UDSR     | Jean Diat           |       | PCF     |
| Georges Bidault       |       | MRP      | Georges Bidault     |       | MRP     |
| Antoine Pinay         |       | CNIP     | Antoine Pinay       |       | CNIP    |
| Jean Pupat            |       | CNIP     | Ennemond Thoral     |       | SFIO    |
| Michel Jacquet        |       | CNIP     | Michel Jacquet      |       | CNIP    |
| Jean Nocher           |       | ARS      | Michel Soulié       |       | Rad-soc |
| Pierre Desgranges     |       | Rép. soc | Adrien Scheider     |       | UFF     |

## Résultats

### Résultats à l'échelle du département
- Une liste d'Union des gauches s'est formée en soutien au Front Républicain entre les listes Radical et SFIO.
- Un apparentement est conclu en soutien à la majorité sortante, entre les listes CNIP-ARS, MRP et UDSR.
- Un autre apparentement réunit les deux listes poujadistes.

| Parti    | Parti         | Tête de liste             | Résultats | Résultats | Appar. | Appar. | Sièges |
| Parti    | Parti         | Tête de liste             | Voix      | %         | Voix   | %      | Nb.    |
| -------- | ------------- | ------------------------- | --------- | --------- | ------ | ------ | ------ |
|          | CNIP-ARS      | Antoine Pinay             | 103 006   | 31,32     | 65 234 | 19,83  | 2 2    |
|          | MRP           | Georges Bidault           | 103 006   | 31,32     | 28 063 | 8,53   | 1      |
|          | UDSR          | Eugène Claudius-Petit     | 103 006   | 31,32     | 9 709  | 2,95   | - 1    |
|          | PCF           | Marcel Thibaud            | 70 806    | 21,53     | -      | -      | 2 1    |
|          | Rad-soc-SFIO  | Michel Soulié             | 54 176    | 16,47     | -      | -      | 2 2    |
|          | UFF           | Adrien Scheider           | 36 230    | 11,02     | 28 674 | 8,71   | 1 1    |
|          | Déf. int agri | Auguste Lirot             | 36 230    | 11,02     | 7 556  | 2,30   | -      |
|          | CNIP          | Jean Pupat                | 21 799    | 6,63      | -      | -      | - 1    |
|          | CNIG          | Alexandre de Fraissinette | 20 283    | 6,17      | -      | -      | -      |
|          | Rép. soc      | Pierre Desgranges         | 5 956     | 1,81      | -      | -      | - 1    |
|          | G. ind-JR     | Jean Pralong              | 5 044     | 1,53      | -      | -      | -      |
|          | MLP           | Louis Alvergnat           | 3 594     | 1,09      | -      | -      | -      |
|          |               |                           |           |           |        |        |        |
| Inscrits | Inscrits      | Inscrits                  | 407 307   | 100,00    |        |        | 8      |
| Votants  | Votants       | Votants                   | 338 321   | 83,06     |        |        |        |
| Exprimés | Exprimés      | Exprimés                  | 328 899   | 97,22     |        |        |        |